# 尻に憑かれた男
『尻に憑かれた男』（しりにつかれたおとこ、O Cheiro do Ralo）は2006年のブラジルのコメディ映画。監督はエイトール・ダリア、出演はセルトン・メロとパウラ・ブラウンなど。原作はロウレンソ・ムタレリの小説。
2006年9月27日にリオデジャネイロ国際映画祭で初上映された。日本では2008年10月11日から13日まで開催された「ブラジル映画祭2008」において『下水って、匂う。』のタイトルで上映された（上映時間95分）が一般公開はされず、2011年2月25日にDVDが発売された（収録時間101分）。

## ストーリー
尻フェチの骨董屋の男を描いたコメディ。

## キャスト
- ロウレンソ: セルトン・メロ（ポルトガル語版） - 骨董屋。
- ウエイトレス: パウラ・ブラウン（ポルトガル語版） - 「完璧な尻」を持つ女性。
- 薬物中毒の女: シウヴィア・ロウレンソ（ポルトガル語版）
- 秘書（受付係）: マルタ・メオラ（ポルトガル語版）
- ピンクの服を来た女: スザーナ・アウヴェス（ポルトガル語版）
- 新しいウエイトレス: アリシー・ブラガ

## 受賞歴など
- 2006年 サンパウロ国際映画祭 最優秀賞
- 2007年 サンダンス国際映画祭 国際コンペティション部門出品[6]
- 2007年 プンタ・デル・エステ国際映画祭 正式出品作品[6]
- 2007年 リオデジャネイロ国際映画祭 最優秀長編映画賞[6]